# Keinen Groschen für die Ewigkeit
Keinen Groschen für die Ewigkeit (Originaltitel: Force of Arms) ist ein US-amerikanischer Liebesfilm in Schwarzweiß von Michael Curtiz aus dem Jahr 1951. Das Drehbuch verfasste Orin Jannings. Es basiert auf einer Erzählung von Richard Tregaskis. Die Hauptrollen sind mit William Holden, Nancy Olson und Frank Lovejoy besetzt. In den USA konnte man den Film erstmals am 13. August 1951 auf der Leinwand sehen, in der Bundesrepublik Deutschland erst am 22. Mai 1959.

## Handlung
Dezember 1943. Fünf Soldaten einer amerikanischen Kampftruppe erhalten den lang ersehnten Urlaub von der San-Pietro-Front in Italien. Sergeant Joe Peterson sucht das Grab eines Kameraden, der hier in der Nähe sein Leben ließ. Zufällig trifft er auf eine junge Frau, die sich ihm als Leutnant des weiblichen US-Hilfscorps vorstellt. Hier draußen unter einem Baum will sie für ein paar Minuten die Grausamkeiten des Krieges vergessen. Als Peterson eine Weile mit ihr geplaudert hat und sie einladen will, lehnt sie ab.
An einem andern Tag trifft er die Dame erneut, diesmal bei der Poststelle. Weil Joe inzwischen zum Leutnant befördert worden ist, lädt Eleanor ihn in ein kleines Café ein. Dort entgeht ihr nicht, dass Major Blackford seinem Leutnant zuflüstert, seine wenigen Urlaubstage nicht an ein so kühles Mädchen zu verschwenden. Daraufhin verlässt diese fluchtartig das Lokal. Joe eilt ihr nach und lädt sie zu einer Stadtrundfahrt ein. Dabei erzählen sie sich gegenseitig aus ihrem früheren Leben.
Tags darauf wird Joes Truppe vorzeitig an die Front zurückbefohlen. Als sich Joe von Eleanor verabschiedet, bittet er sie, seine Frau zu werden – und zu seiner Überraschung erhält er ein „Ja“.
Die Kampfhandlungen an der Front gestalten sich für Joe anders als früher. Er ist nicht mehr der wagemutige Haudegen, vielmehr hat er jetzt Angst, weil ihm Eleanor nicht aus dem Kopf geht. Durch einen Fehler, den er verschuldet hat, wird Major Blackfords Panzer von feindlichem Geschütz getroffen und fliegt durch die Luft. Blackford findet den Tod; Joe kommt mit einer Verwundung davon. Nachdem er aus dem Lazarett entlassen worden ist, heiratet er Eleanor. Die beiden verleben ein paar glückliche Wochen, aber Joe kann einfach nicht vergessen, dass er Blackfords Tod verschuldet hat. Deshalb zieht es ihn zu seinen Kriegskameraden an die Front zurück.
Eleanor erhält die Nachricht, dass ihr Mann vermisst wird und mit großer Wahrscheinlichkeit gefallen ist. Dies aber will die junge Frau nicht glauben. Sie zögert nicht lange und macht sich auf die Suche nach Joe in der Nähe der Front.

## Kritik
Das Lexikon des internationalen Films zieht folgendes Fazit: „Der letzte Weltkrieg, Schauplatz Italien, als versimpelter Hintergrund für eine handwerklich versiert gefilmte Liebes- und Ehegeschichte.“ In seiner später erschienen Online-Ausgabe heißt es: „Handwerklich versiert in Szene gesetzt, aber vor allzu romantisierter Kriegskulisse.“